# John Stewart (musicus)
John Coburn Stewart (San Diego, 5 september 1939 - aldaar, 19 januari 2008) was een Amerikaanse singer-songwriter.

## Carrière
Zijn carrière begon bij het folk-trio Cumberland Three. In 1961 na het wegvallen van Dave Guard werd hij lid van The Kingston Trio. In 1967 verliet hij het trio en ging hij verder als solist, nadat hij de hit Daydream Believer van The Monkees had geschreven, die daarmee een nummer 1-hit scoorden. In 1968 steunde hij de presidentsverkiezingen van Robert F. Kennedy, die hij beschrijft in een aantal van zijn liedjes, waaronder The Last Campaign. Tijdens de ondersteuningstournee ontmoette hij de folkzangeres Buffy Ford, waarmee hij tot aan zijn overlijden was getrouwd. 
Jarenlang bracht hij talrijke soloalbums uit. Zijn meest succesvolle album was Bombs Away Dream Babies, dat verscheen in 1979 en de grote hit Gold bevatte, die zich plaatste in de Amerikaanse hitlijst (#5). Op deze single zong Stevie Nicks in de achtergrond en Lindsey Buckingham bespeelde de gitaar.
Thematisch oriënteerde Stewart zich in zijn teksten aan Amerikaanse mythen, waarmee hij de realiteit van het leven in de Amerikaanse maatschappij confronteerde, de kanten van Jekyll & Hyde van de blanke Amerikaanse middenklasse-droom. Muzikaal ontstonden zijn balladen in de traditie van folk- en countrymuziek.
Naast het dikwijls gecoverde Daydream Believer werden ook andere songs van John Stewart van prominente folk- en countryzangers vertolkt, waaronder Joan Baez, Rosanne Cash, Nanci Griffith en Tommy Makem. Zijn songs werden ook gebruikt in films. Zo zong hij zijn song Ticket for the Wind in de film Smokey and the Bandit Part 3.

## Overlijden
John Stewart overleed op 19 januari 2008 aan de gevolgen van een beroerte op 68-jarige leeftijd.

## Discografie

### Albums
- 1968: Signals through the Glass met Buffy Ford
- 1969: California Bloodlines
- 1970: Willard
- 1971: Lonesome Picker Rides Again
- 1972: Sunstorm
- 1973: Cannons in the Rain
- 1974: Phoenix Concerts Live-Album (herpublicatie The Complete Phoenix Concerts 1990)
- 1975: Wingless Angels
- 1977: Fire in the Wind
- 1979: Bombs Away Dream Babies
- 1980: Dream Babies go Hollywood
- 1980: Forgotten Songs
- 1982: Blondes
- 1984: Trancas
- 1987: Punch the Big Guy
- 1990: American Sketches
- 1990: Neon Beach - Live 1990 live-album
- 1991: Deep in the Neon - Live at McCabe's live-album
- 1992: Bullets in the Hourglass
- 1994: Chilly Winds
- 1995: Airdream Believer
- 1996: The last Campaign
- 1996: The Trio Years
- 1996: Live at the Turf Inn Scotland live-album met Buffy Ford
- 1997: Rough Sketches from Route 66
- 1998: Bandera Live-Album
- 1998: Teresa and the lost Songs
- 1999: John Stewart and Darwin's Army
- 2000: Wires from the Bunker (opgenomen 1983–1985)
- 2003: Havana
- 2007: The Day the River sang

- Bibsys: 13051345
- Biblioteca Nacional de España: XX4581636
- Bibliothèque nationale de France: cb14838772f (data)
- Gemeinsame Normdatei: 13389259X
- International Standard Name Identifier: 0000 0001 1700 6693
- Library of Congress Control Number: n92037650
- MusicBrainz: 775f55c0-1ea8-43fd-a5d0-0817a5085575
- Nederlandse Thesaurus van Auteursnamen: 100864422
- Istituto Centrale per il Catalogo Unico: MILV377641
- Virtual International Authority File: 117991221
- WorldCat: E39PBJdGK9YYxW8dR4m87PfrMP